# Els esbojarrats viatges de Céline i Julie
Els esbojarrats viatges de Céline i Julie (títol original en francès, Céline et Julie vont en bateau: Phantom Ladies Over Paris) és una pel·lícula francesa de 1974 coescrita i dirigida per Jacques Rivette. La pel·lícula és protagonitzada per Juliet Berto com a Céline i Dominique Labourier com a Julie. S'ha subtitulat al català.
Va guanyar el Premi Especial del Jurat del Festival Internacional de Cinema de Locarno de 1974 i va formar part de la Selecció Oficial del Festival de Cinema de Nova York de 1974.
Luc Béraud va ser assistent de direcció, mentre que Marilù Parolini va ser-ne la directora de fotografia.